# Moinești
Moinești (ungarisch Mojnest) ist eine Stadt im Kreis Bacău in Rumänien.

## Lage
Moinești liegt am Ostrand der Karpaten, zwischen den Gebirgen Gosman im Nordwesten und Berzunt im Südosten. Die Kreishauptstadt Bacău befindet sich etwa 35 km nordöstlich.

## Geschichte
Die damals im Fürstentum Moldau gelegene Ortschaft wurde im Jahr 1467 erstmals urkundlich erwähnt, als sich die ungarische Armee unter Matthias Corvinus nach der Schlacht von Baia gegen die Truppen Ștefan cel Mares verlorenen Schlacht nach Siebenbürgen zurückzog.
1832 wurde in Moinești erstmals ein Markt erwähnt. Damals waren Landwirtschaft und Handwerk die wichtigsten Wirtschaftszweige. 1864 wurde der Ort ein Gemeindesitz. 1921 erhielt er den Rang einer „Stadtgemeinde“ (comună urbană).
Im 19. und in der ersten Hälfte des 20. Jahrhunderts hatte Moinești einen bedeutsamen jüdischen Bevölkerungsanteil, der durch den Holocaust und durch Auswanderung nach dem Zweiten Weltkrieg nahezu völlig verschwand.
Spätestens seit dem 15. Jahrhundert waren in der Umgebung des Ortes Erdölquellen bekannt, die seit der Mitte des 19. Jahrhunderts in größerem Umfang genutzt wurden. In der Folge entstanden Raffinerien und Chemiefabriken. Weitere natürliche Ressourcen in der Region sind Erdgas, Kohle und Holz.
Die drastischen wirtschaftlichen Veränderungen nach der Revolution von 1989 führten zum Niedergang bedeutender Teile der seit dem Zweiten Weltkrieg hier angesiedelten chemischen Industrie und zu entsprechend hoher Arbeitslosigkeit.
2001 wurde Moinești zum Munizipium (Municipiul) ernannt.

## Bevölkerung
1832 wurden in Moinești 188 Häuser und 588 Einwohner registriert. Bei der Volkszählung 2002 lebten in der Stadt 24.210 Personen, darunter 23.397 Rumänen, 32 Ungarn, 753 Roma und 9 Deutsche.

## Verkehr

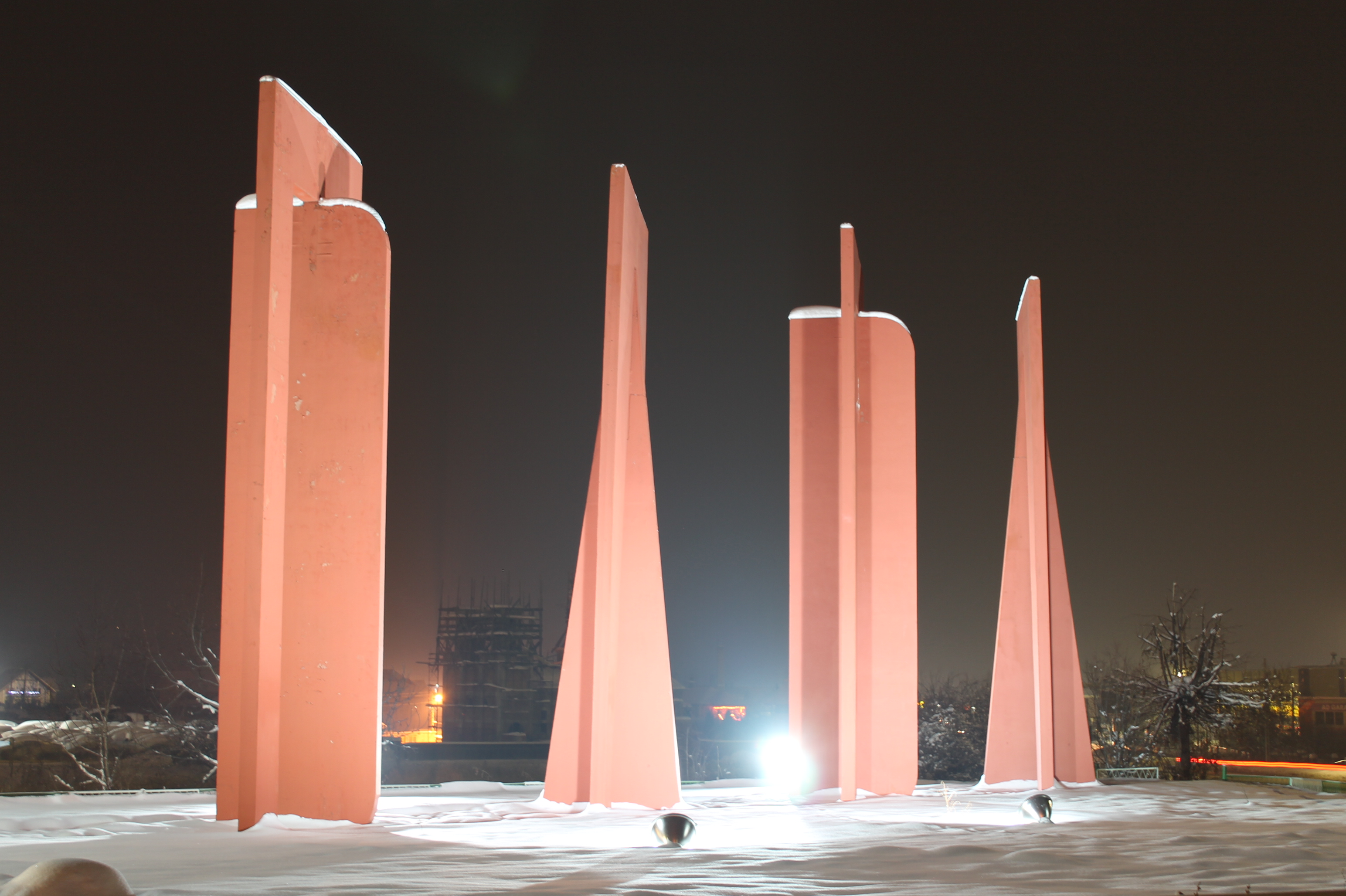
Dada-Monument

Moinești besitzt einen Bahnanschluss, der in der acht Kilometer entfernten Stadt Comănești von der Bahnstrecke Adjud–Siculeni abzweigt. Diese in den Jahren 1896–1899 errichtete Zweigbahn ist seit 2001 außer Betrieb, und seit Juli 2014 ist die Bahnstrecke nach Comănești zu versteigern. Mehrmals täglich bestehen Busverbindungen in die Kreishauptstadt Bacău.

## Sehenswürdigkeiten
- Dada-Monument (25 m lang, 2,6 m breit, 10 m hoch, 120 Tonnen schwer, Stahlbeton), an der Straße nach Bacău.[7] Das Denkmal erinnert an Tristan Tzara und wurde von dem deutschen Bildhauer rumänischer Herkunft Ingo Glass gestaltet.

## Persönlichkeiten
- Tristan Tzara (1896–1963), Schriftsteller, Mitbegründer des Dadaismus
- Moses Rosen (1912–1994), Oberrabbiner Rumäniens, 1992 korrespondierendes Mitglied der Rumänischen Akademie[8]
- Adrian Gheorghiu (* 1981), rumänischer Fußballspieler